# 1716

## Починали
- 14 ноември – Готфрид Лайбниц, немски учен, дипломат и юрист